# Абу аль-Хаттар аль-Хусам ібн-Дарар аль-Кальбі
Абу аль-Хаттар аль-Хусам ібн-Дарар аль-Кальбі (*араб. أبو الخطار الحسام بن ضرار الكلبي —747) — валі Аль-Андалуса у 743—745 роках.

## Життєпис
Походив родом з єменських арабів. Був відомий службою в Іфрикії. На початку 742 року відправлено Хундхали ібн-Сафвана аль-Кальбі, валі Іфрикії, до Піренейського півострова задля залагодження конфлікту між андалузцями та сирійськими арабами. У березні 743 року змінив на посаді валі Талаба ібн-Салама аль-Амілі.
З самого початку каденції оголосив амністію повсталим берберам та андалусцям. Слідом за цим налагодив відносини з християнським населенням, домовившись в обмін на пільги отримувати військову допомогу від вестготської знаті.
Втім, обмеження впливу єменських арабів призвело до потужного повстання останніх у 745 році. На чолі них стали Ас-Сумайла ібн-Хатім аль-Кілабі та Туваба ібн-Салама аль-Гудамі. У вирішальній битві Абу аль-Хаттар зазнав поразки при Гвадалете, потрапивши у полон. Перебував у в'язниці Кордоби. Вийшов на волю після смерті валі Туваба ібн-Салами у 746 році.
Втік до міста Ньєбла, де почав збирати вірні війська. У 747 році спробував повернути собі посаду валі, але в битві при Секунді (поблизу Кордови) зазнав поразки від Маадитів і потрапив у полон. Невдовзі був страчений.